# Јаворец
Јаворец (мкд. Јаворец) је насеље у Северној Македонији, у западном делу државе. Јаворец припада општини Кичево.

## Географија
Насеље Јаворец је смештено у западном делу Северне Македоније. Од најближег већег града, Кичева, насеље је удаљено 18 km западно.
Јаворец припада историјској области Горња Копачка. Село је положено високо, на јужним падинама планине Бистре, изнад долине реке Треске, која овде тече горњим делом свог тока. Надморска висина насеља је приближно 980 метара.
Клима у насељу је планинска због знатне надморске висине.

## Становништво
Јаворец је према последњем попису из 2002. године имао 5 становника.
Већинско становништво су етнички Македонци (100%).
Претежна вероисповест месног становништва је православље.